# 1981 en science-fiction
| Années de la science-fiction : 1978 - 1979 - 1980 - 1981 - 1982 - 1983 - 1984    |
| Décennies de la science-fiction : 1950 - 1960 - 1970 - 1980 - 1990 - 2000 - 2010 |

L'année 1981 a été marquée, en matière de science-fiction, par les événements suivants.

## Prix

### Prix Hugo
- Roman : La Reine des neiges (The Snow Queen) par Joan D. Vinge
- Roman court : Lost Dorsai par Gordon R. Dickson
- Nouvelle longue : La Résistance (The Cloak and the Staff) par Gordon R. Dickson
- Nouvelle courte : La Grotte du cerf qui danse par Clifford D. Simak
- Livre non-fictif : Cosmos par Carl Sagan
- Film ou série : Star Wars, épisode V : L'Empire contre-attaque, réalisé par Irvin Kershner
- Éditeur professionnel : Edward L. Ferman
- Artiste professionnel : Michael Whelan
- Magazine amateur : Locus, dirigé par Charles N. Brown
- Écrivain amateur : Susan Wood
- Artiste amateur : Victoria Poyser
- Prix Campbell : Somtow Sucharitkul
- Prix spécial : Edward L. Ferman pour ses efforts d'extension et d'amélioration du domaine

### Prix Nebula
- Roman : La Griffe du demi-dieu (The Claw of the Conciliator) par Gene Wolfe
- Roman court : Le Jeu de Saturne (The Saturn Game) par Poul Anderson
- Nouvelle longue : Retour à la vie (The Quickening) par Michael Bishop
- Nouvelle courte : La Flûte d'os (The Bone Flute) par Lisa Tuttle
- Grand maître : Fritz Leiber

### Prix Locus
- Roman de science-fiction : La Reine des neiges (The Snow Queen) par Joan D. Vinge
- Roman de fantasy : Le Château de Lord Valentin (Lord Valentine's Castle) par Robert Silverberg
- Premier roman : L'Œuf du Dragon (Dragon's Egg) par Robert L. Forward
- Roman court : Le Volcryn (Nightflyers) par George R. R. Martin
- Nouvelle longue : Le Brave Petit Grille-pain (The Brave Little Toaster) par Thomas M. Disch
- Nouvelle courte : La Grotte des cerfs qui dansent (Grotto of the Dancing Deer) par Clifford D. Simak
- Recueil de nouvelles d'un auteur unique : Les Mannequins (The Barbie Murders) par John Varley
- Anthologie : The Magazine of Fantasy & Science Fiction: A 30 Year Retrospective par Edward L. Ferman, éd.
- Livre apparenté à la non fiction : In Joy Still Felt: The Autobiography of Isaac Asimov, 1954-1978 par Isaac Asimov
- Magazine : The Magazine of Fantasy & Science Fiction
- Maison d'édition : Ballantine Books / Del Rey Books
- Artiste : Michael Whelan

### Prix British Science Fiction
- Roman : L'Ombre du bourreau (The Shadow of the Torturer) par Gene Wolfe
- Fiction courte : La Forêt des Mythagos (Mythago Wood) par Robert Holdstock

### Prix E. E. Smith Memorial
- Lauréat : Frank Kelly Freas

### Prix Seiun
- Roman japonais : Kaseijin senshi par Chiaki Kawamata

### Prix Apollo
- Le Temps des genévriers (Juniper Time) par Kate Wilhelm

### Grand prix de l'Imaginaire
- Roman francophone : Vue en coupe d'une ville malade par Serge Brussolo
- Nouvelle francophone : La Femme-escargot allant au bout du monde par Bruno Lecigne

### Graoully d'or
- Roman français : Le Naguen par Jean Hougron
- Roman étranger : Stalker (Пикник на обочине) par Arcadi et Boris Strougatski

### Prix Kurd-Laßwitz
- Roman germanophone : Les Descendants des constructeurs de fusée (Die Enkel der Raketenbauer) par Georg Zauner

## Parutions littéraires

### Romans
- L'Empereur-Dieu de Dune par Frank Herbert.
- L'Exil de Sharra par Marion Zimmer Bradley.
- La Fontaine pétrifiante par Christopher Priest.
- Forteresse des étoiles par C. J. Cherryh.
- L'Invasion divine par Philip K. Dick.
- Radix par A. A. Attanasio.
- Le Silence de la cité par Élisabeth Vonarburg.
- Une rose au paradis par René Barjavel.
- Les Yeux des ténèbres par Leigh Nichols.

### Anthologies et recueils de nouvelles
- Univers 1981
- Le Livre d'or de la science-fiction : Science-fiction italienne.
- Le Livre d'or de la science-fiction : Thomas Disch.
- Les Rois des sables par George R. R. Martin.

### Nouvelles
- Le Genre intégré par William Gibson et de John Shirley.
- Aussi lourd que le vent… par Serge Brussolo.

### Bandes dessinées
- La Spirale du temps, 16e album de la série Yoko Tsuno, écrit et dessiné par Roger Leloup.

## Sorties audiovisuelles

### Films
- À travers les ronces vers les étoiles par Richard Viktorov.
- Bandits, bandits par Terry Gilliam.
- New York 1997 par John Carpenter.
- Mad Max 2 : le défi par George Miller.
- Malevil par Christian de Chalonge.
- Outland...loin de la terre par Peter Hyams.
- Scanners par David Cronenberg.

### Téléfilms
- Les Machines diaboliques par François Villiers.

## Sorties vidéoludiques
- Galaga par Namco.
- Frogger par Konami.
- Gorf par Midway Manufacturing Company.
- Warp Factor par Strategic Simulations